# Atlas de Jacoubet

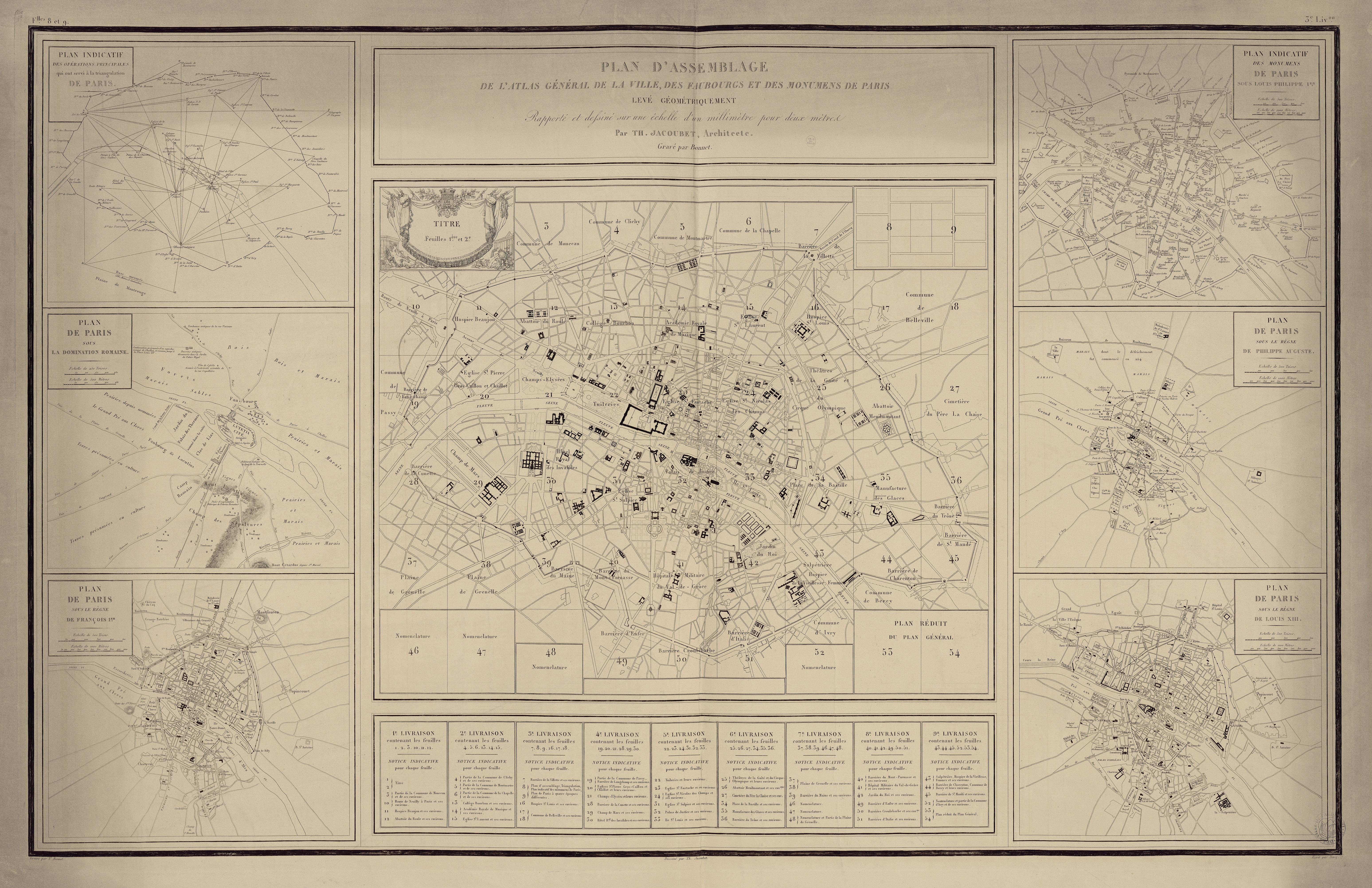
Plan d'assemblage de l'Atlas de Jacoubet.

L'Atlas de Jacoubet, officiellement Atlas général de la ville, des faubourgs et des monuments de Paris, est un plan de Paris de 54 feuilles, publié en neuf livraisons entre 1827 et 1839. Il s'agit d'un plan géométral à l'échelle 1/2000. Dirigé, levé, dessiné et rapporté par l'architecte Théodore Jacoubet, à qui l'œuvre est attribuée, il est écrit par J.-M. Hacq et gravé par D. Bonnet.

## Historique
Sous la Restauration, la ville de Paris s'étend. De plus, la déclaration du roi du 10 avril 1783, renforcée par la loi impériale du 16 septembre 1807, institua l'alignement des rues de Paris ; non pas par destruction et reconstruction immédiate, mais à mesure que le bâti se renouvelle. En 1825, Gaspard de Chabrol, préfet de la Seine, commande un plan qui figure avec précision les évolutions des décennies passées à trois architectes : Théodore Jacoubet, A. Mangot et Antoine-Nicolas Bailly. Les deux premiers sont attachés aux alignements de Paris tandis que le troisième n'est alors qu'un jeune étudiant. Sur la base de l'Atlas de Verniquet, deux premiers plans, chacun d'un seul tenant, sont d'abord publiés : l'un au 1/5300 en 1825 et l'autre au 1/8000 l'année suivante, figurant le mur des Fermiers généraux et ses barrières, qui matérialisent les limites du territoire du Paris d'alors. Puis, en neuf livraisons de six planches chacune, sans toujours en respecter l'ordre, ils font paraître ce qui constitue un atlas de 54 plans jointifs de quartiers de Paris. Du plan réduit au 1/10000 qui occupe les feuilles 53 et 54 ont été tirées plusieurs rééditions au cours du XIXe siècle. Jacoubet est le dernier architecte à avoir eu la charge de l'établissement d'un plan de Paris.

## Description
Commandé par le préfet, le plan n'a pas une vocation fiscale, comme beaucoup de travaux exécutés jusqu'alors, mais il a été établi pour de comprendre le tissu urbain aux fins d'aménagement. L'échelle — 1/2000 — est petite, mais pas aussi fine que le cadastre de Vasserot et Bellanger dressé quelques années auparavant (1/200 à 1/500 selon les planches) ou que celui de 1900 (au 1/500). Sur la commune de Paris, la figuration du parcellaire n'est qu'amorcée, tel qu'on peut le deviner depuis la voie publique. L'intérieur d'un îlot est rarement détaillé. Au-delà du mur des Fermiers généraux, à l'inverse, le parcellaire, pour être moins fin, est plus précisément rendu, et le bâti est figuré. En ville, les bâtiments publics sont représentés en plan coupé à rez-de-chaussée. Afin de parer à l'obsolescence de leurs travaux, certains monuments sont anticipés par les architectes : l'hôtel de ville, par exemple, est représenté tel qu'il ne sera achevé qu'en 1848.
Un plan d'assemblage est joint à l'ensemble, sur lequel figurent six petits plans de Paris en cartouche : un plan indicatif des opérations principales qui ont servi à la triangulation de Paris, et cinq reconstitutions historiques selon les connaissances de l'époque (sous la domination romaine, sous le règne de Philippe Auguste, sous le règne de François Ier, sous le règne de Louis XIII, sous le règne de Louis-Philippe). Ces rappels visent à inscrire les aménagements contemporains dans l'histoire longue de Paris. L'artifice de communication avait déjà été pratiqué par Maurille-Antoine Moithey en 1788.